# Ulrich Chomche
Ulrich Kamka Chomche (Bafang, 30 dicembre 2005) è un cestista camerunese, professionista nella NBA con i Toronto Raptors.

## Carriera

### Africa
Nato a Bafang, in Camerun, all'età di 13 anni ha accettato di unirsi alla NBA Academy Africa, programma gestito dalla NBA con sede a Saly, in Senegal. Con l'Academy ha partecipato tre volte alla Winter Showcase della NBA G League.
Con l'istituzione del programma BAL Elevate per la stagione 2022 della Basketball Africa League, che permette di assegnare un giocatore dell'Academy a una squadra professionistica della lega, si è unito temporaneamente al FAP di Yaoundé. La stagione successiva ha partecipato al torneo con il REG di Kigali, Ruanda. L'anno seguente è stato selezionato dalla squadra ruandese dell'APR ma è stato svincolato in vista del draft NBA 2024.

### NBA
Al draft NBA 2024 è stato selezionato con la 57ª scelta dai Memphis Grizzlies, per poi essere scambiato ai Toronto Raptors. Era il giocatore più giovane del draft ed è diventato il primo prospetto della NBA Academy Africa e della BAL ad essere mai stato scelto.

## Statistiche

### NBA

#### Regular Season
| Anno      | Squadra         | PG | PT | MP  | TC%  | 3P% | TL%  | RP  | AP  | PRP | SP  | PP  |
| --------- | --------------- | -- | -- | --- | ---- | --- | ---- | --- | --- | --- | --- | --- |
| 2024-2025 | Toronto Raptors | 7  | 0  | 4,6 | 40,0 | -   | 50,0 | 1,1 | 0,3 | 0,0 | 0,1 | 0,7 |
| Carriera  | Carriera        | 7  | 0  | 4,6 | 40,0 | -   | 50,0 | 1,1 | 0,3 | 0,0 | 0,1 | 0,7 |

### G League
| Anno      | Squadra     | PG | PT | MP   | TC%  | 3P%  | TL%  | RP  | AP  | PRP | SP  | PP  |
| --------- | ----------- | -- | -- | ---- | ---- | ---- | ---- | --- | --- | --- | --- | --- |
| 2024-2025 | Raptors 905 | 33 | 9  | 23,8 | 54,4 | 33,3 | 44,4 | 7,6 | 1,1 | 0,2 | 2,9 | 7,1 |
| Carriera  | Carriera    | 33 | 9  | 23,8 | 54,4 | 33,3 | 44,4 | 7,6 | 1,1 | 0,2 | 2,9 | 7,1 |